# Teucholabis thurmani
Teucholabis thurmani är en tvåvingeart som beskrevs av Alexander 1954. Teucholabis thurmani ingår i släktet Teucholabis och familjen småharkrankar.
Artens utbredningsområde är Thailand. Inga underarter finns listade i Catalogue of Life.